# Capocollo di Martina Franca
Il capocollo di Martina Franca, in dialetto chépcùdd, è un salume tipico della Murgia dei trulli, noto nel Regno di Napoli già a partire dal XVIII secolo ed è ufficialmente prodotto IGP dal 2025.

## Descrizione
Dopo la mondatura, il capocollo viene messo sotto sale per circa due settimane e marinato con spezie e vincotto; viene quindi insaccato in un budello naturale e legato con dello spago. L'affumicatura può essere effettuata con rami d'alloro e timo oppure con bucce di mandorla, erbe mediterranee e corteccia di fragno, un albero diffuso nei Balcani e presente in Italia solo in Puglia e in Basilicata.
Un abbinamento è dato dal capocollo di Martina con fichi freschi e vincotto.